# GP-5-Sterne-Region
Le GP-5-Sterne-Region est une compétition de cyclo-cross disputée à Beromünster, en Suisse. L'épreuve existe depuis 2008 mais est labellisée UCI depuis l'année 2012.

## Palmarès

### Hommes
| Année | Vainqueur       | Deuxième           | Troisième         |
| ----- | --------------- | ------------------ | ----------------- |
| 2008  | Florian Vogel   | Lukas Flückiger    | Simon Zahner      |
| 2009  | Lukas Flückiger | Laurent Colombatto | Florian Vogel     |
| 2010  | Lukas Flückiger | Pirmin Lang        | Julien Taramarcaz |
| 2012  | Francis Mourey  | Marcel Wildhaber   | Simon Zahner      |
| 2013  | Simon Zahner    | Simon Zahner       | Sascha Weber      |
| 2014  | Bryan Falaschi  | Sascha Weber       | Arnaud Grand      |
| 2015  | Sascha Weber    | Steve Chainel      | Gioele Bertolini  |

### Femmes
| Année | Vainqueur        | Deuxième          | Troisième                 |
| ----- | ---------------- | ----------------- | ------------------------- |
| 2008  | Jasmin Achermann | Renata Bucher     | Nicole Hanselmann         |
| 2009  | Jasmin Achermann | Renata Bucher     | Jennifer Sägesser         |
| 2010  | Sabine Spitz     | Jasmin Achermann  | Elisabeth Brandau         |
| 2012  | Jasmin Achermann | Katrin Leumann    | Marlène Morel-Petitgirard |
| 2013  | Jane Nüssli      | Nicole Hanselmann | Lise-Marie Henzelin       |
| 2014  | Elena Valentini  | Nicole Hanselmann | Alice Maria Arzuffi       |